# Podgora pri Ložu
Podgora pri Ložu je naselje u slovenskoj Općini Loškoj dolini. Podgora pri Ložu se nalazi u pokrajini Notranjskoj i statističkoj regiji Notranjsko-kraškoj. 

## Stanovništvo
Prema popisu stanovništva iz 2002. godine naselje je imalo 105 stanovnika.